# Christoph Mathieu
Christoph Mathieu ist ein deutscher Drehbuchautor und Journalist.
Der Sohn des Journalisten Bernd Mathieu besuchte das Gymnasium in Baesweiler, bevor er an der Internationalen Filmschule Köln Film mit Schwerpunkt Drehbuch studierte. Seitdem ist er als Drehbuchautor tätig und war für die Skripte der Filme Polterabend, Poldis Engel und Ein Fall für KBBG verantwortlich. Nebenbei schreibt er für die Zeitungen Kölnische Rundschau und Die Welt sowie als Comic-Autor für den Zwerchfell Verlag.

## Drehbücher (Auswahl)
- Polterabend, Drehbuch, 2005
- Poldis Engel, Drehbuch Kurzspielfilm, 2006
- Ein Fall für KBBG, Drehbuch Kurzspielfilm, 2007
- Mord um 12, Drehbuch Serienpilot, 2009
- Life on Laika, zusammen mit Dennis Todorović, Drehbuch 3D-Sci-Fi-Film, ausgezeichnet mit dem Wim Wenders Stipendium
- Professor T, Haupt-Drehbuchautor der zweiten Staffel für die ZDF-Serie, 2017[2]
- Spoil doch, Drehbuch des ersten Live-Programms von Filmlounge-Moderator Dominik Porschen
- Ein Hauch von Amerika, historischer Dreiteiler, Drehbuch Miniserie ARD, 2020
- Novoline – wir gehen online, Comedy-Webserie, Drehbuch Image-Serie, 2021
- Der Pfau, Adaption des Romans von Isabel Bogdan, Drehbuch Kinospielfilm, 2022

## Publikationen
- oh Magazin, Zwerchfell Verlag 2013, ISBN 978-3-943547-09-2
- oh Magazin #3, Zwerchfell Verlag  2014, ISBN 978-3-943547-18-4
- Ohzona, Zwerchfell Verlag 2014, ISBN 978-3-943547-21-4
- Lucid – Tödliche Träume, zusammen mit Dennis Todorović, Bastei-Lübbe-Verlag, 2018